# Oberschule Habenhausen
Die Oberschule Habenhausen liegt im Bremer Ortsteil Habenhausen. Sie besteht seit 1980. 2010 wurde das Schulzentrum in Oberschule Habenhausen umbenannt.

## Gebäude und Pausenhof
Das Schulzentrum ist in zwei Gebäude aufgeteilt: Den Alt- und den Neubau, zusätzlich gibt es noch eine Sporthalle. Außerdem verfügt die Schule über eine Cafeteria für Pausenverpflegung, eine eigene Kinder- und Jugendbibliothek und zahlreiche Fachräume. Der großzügige Pausenhof bietet eine große Wiese, ein Amphitheater und einen Basketballplatz.

## Schulformen
Die Oberschule Habenhausen betreibt eine Gymnasiale Oberstufe als Dependance des Gymnasiums Obervieland – wo die Schüler ab der 5. Klasse in den integrierten
Klassenverbänden aufgenommen werden – ein Gymnasium und eine Sekundarschule.